# Бадана (річка)
Бадана — річка в Україні, у Новоселицькому районі Чернівецької області. Права притока Пацапуле (басейн Дунаю).

## Опис
Довжина річки прблизно 2,3 км.

## Розташування
Бере початок у селі Несвоя. Тече переважно на південний схід і впадає у річку Пацапуле, ліву притоку Пруту.
Неподалік від витоку річки проходить автошлях Т 2610.